# Mini-DIN
Mini-DIN – rodzina wielopinowych złączy elektronicznych, będących zminiaturyzowaną wersją złącza DIN. Oba standardy złącz opracowane zostały przez Niemiecki Instytut Normalizacyjny Deutsches Institut für Normung.

## Standardowe wersje Mini-DIN
Mini-DIN ma średnicę 9,5 mm, metalową obudowę ekranującą i od trzech do dziewięciu pinów. Istotnym aspektem konstrukcji tych siedmiu "oficjalnych wersji" jest całkowity brak zgodności pomiędzy każdym z nich, uniemożliwiający przypadkowe połączenie wtyku z nieodpowiednim gniazdem. Uzyskano ten efekt poprzez (1) różne rozłożenie pinów, (2) zmianę położenia i kształtu plastikowego elementu, (3) umieszczenie karbów na obudowie ekranującej.
(Widok na wtyczkę patrząc od strony gniazda)
Piny numerowane są (patrząc na powyższe obrazki) licząc od lewej do prawej, zaczynając od najniższego rzędu, a kończąc na najwyższym. Pin 1 znajduje się więc w dolnym lewym rogu, a ostatni w górnym prawym.

### 3-pin
- złącze sieciowe Apple LocalTalk
- VESA Stereo (standard złącza ciekłokrystalicznych okularów 3D)
- złącze zasilania mikserów firmy Behringer
- Optoma EH1020 Projector
- TOPFIELD TF5400 PVR Combo Receiver

### 4-pin

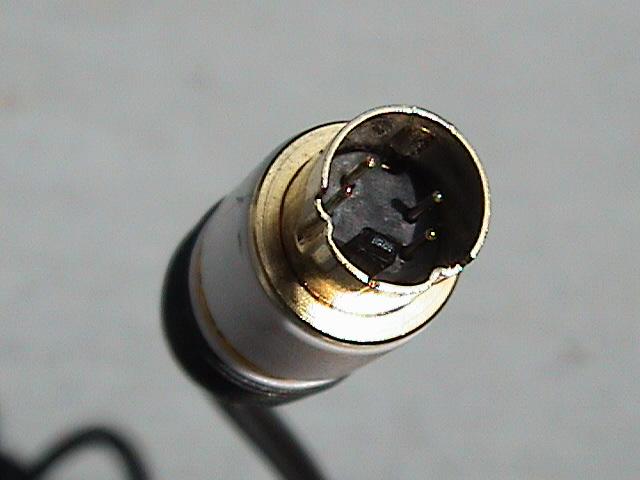
4-pinowa wtyczka mini-DIN S-Video

- Apple Desktop Bus (Pinout diagram)
- S-Video (Pinout diagram)
- Thomson SpeedTouch 605 Console Serial Port / DSL Router (pinout diagram)
- niskonapięciowe zasilacze typu Seagate Pushbutton External Drive Power Supply

### 5-pin
- niskonapięciowe złącze zasilania szerokiego zastosowania
- złącze synchronizacji LANC stosowane w kamerach SONY ((Pinout diagram))
- 5-pinowe złącza wejścia/wyjścia MIDI stosowane w panelach Creative Technology Sound Blaster X-Fi Front I/O Panel oraz Creative LivedriveII (pinout diagram)
- Altec Lansing ACS 45 (2.1)

### 6-pin

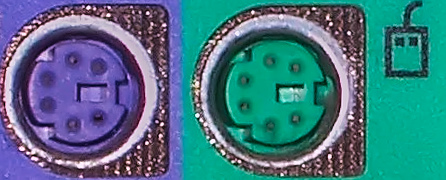
Złącza portów PS/2 oznaczone kolorami (fioletowe dla klawiatur, zielone dla myszy)

- złącza PS/2 klawiatury i myszy komputerów PC
- interfejs kontrolera TNC używanego w krótkofalarstwie (patrz Packet Radio)
- niskonapięciowe złącze zasilania szerokiego zastosowania
- złącze klawiatury komputera Acorn Archimedes
- złącze ekranu samochodowego firmy Blitz
- zestaw audio firmy Klipsch (głośniki systemu 2.1 (2 satelity/1 subwoofer)
- wyjście TV-ot w kartach graficznych GeForce2 Ti Leadtek i VisionTekTi
- połączenie pomiędzy dżojstikiem a przepustnicą w Saitek x52
- połączenie pomiędzy przewodowym pilotem sterowania głośnością a subwooferem w zestawach głośnikowych Creative Cambridge SoundWorks Ps 2000 Digital
- złącze sterowania zewnętrznego (auxiliary control output) w niektórych wyświetlaczach LED firmy Ferrograph (call centre wallboards)
- zestawy słuchawkowe Chatterbox
- Yaesu FT-450 DATA port (view of rear panel, 6-pin DATA port on far left)
- Yaesu FT-817 DATA port
- Yaesu FT-857D DATA port
- Neopost SE4PC postal scale
- port RS232 w Mitsubishi Q
- projektory Dell serii MP (port RS232)
- wyjście/wejśce AV w telewizorach starszego typu np. Blaupunt,Siemens

### 7-pin
- Commodore Plus/4

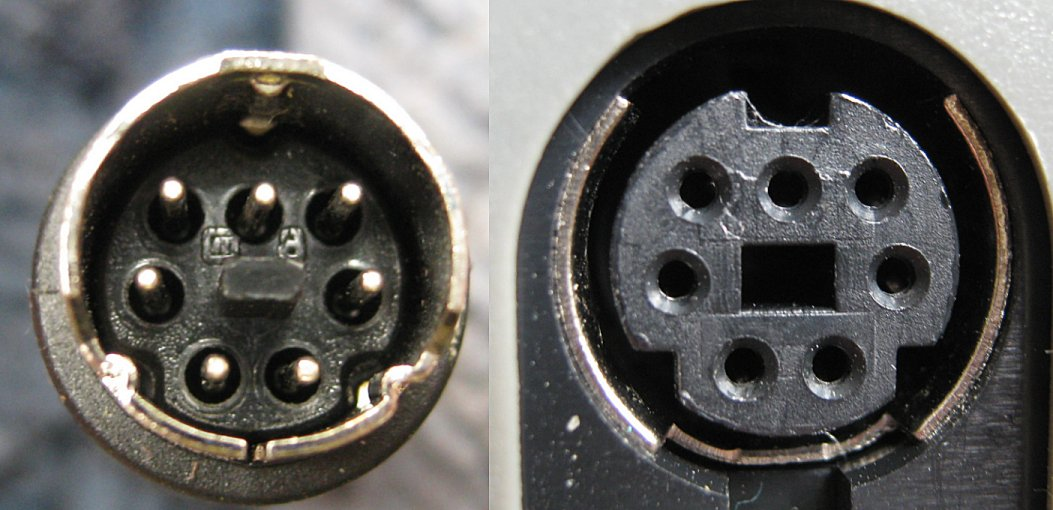
7-pinowe złącze mini-DIN w magnetofonie Commodore 1531 datasette

- złącze szeregowe robota odkurzającego Roomba firmy iRobot
- Altec Lansing ATP3
- ekran zagłówkowy XO Vision
- Digital Equipment Corporation DECserver 90L/90L+/90TL/90M
- Märklin 610479 kabel przejściowy z 10 na 7 pin. home.arcor.de. [zarchiwizowane z tego adresu (2007-10-15)].
- wyjście TV-out w niektórych kartach graficznych ATI Radeon

### 8-pin
- Sony VISCA Camera Control
- port szeregowy w Apple Macintosh
- Epson
  - port szeregowy w PX-4 oraz PX-8
  - połączenie pomiędzy podajnikiem oryginałów a skanerem
- złącze kontrolera w konsoli NEC Turbo Duo
- Multimedia Extension Connector (MXC) – złącze w kamerach wideo
- 8-pinowe wyjście TV-out w niektórych kartach graficznych ATI Radeon (ATI Radeon)
- port MIDI Roland (Mac/PC)
- A/V out w kamerach wideo Sanyo/Fischer (stare modele)
- Mitsubishi FX series PLC RS422 port
- Sun Microsystems
  - port Keyboard/Mouse (3/80 przez UltraSPARC)
  - SPARCstation IPC & IPX Serial port
  - SPARCstation IPC & IPX Audio In/Out port
  - port szeregowy w Sun Fire E25K
- interfejs SiriusConnect w amerykańskim systemie satelitarnym Sirius satellite
- Neptune Systems Aquacontroller serial and I/O port
- Yaesu
  - CAT (Computer aided transceiver) interface port
  - FT-450 TUNER port (view of rear panel, 8-pin TUNER port middle-left)
  - FT-817ND CAT/Linear port
  - FT-857D CAT/Linear port
  - FT-950 external tuner port
- podłączenie lewego głośnika w Altec Lansing ADA885
- podajnik dokumentów w Hewlett Packard ScanJet (C5195)
- Idec PLC and HMI communication and programing ports
- Polycom VSX7000 series serial/VC control connector
- iSimple Gateway iPod/iPhone Interface Connectors
- PHILIPS MCD 139 B połączenie tunera z zasilaczem

### 9-pin
Uwaga. Powyższy diagram złącza mini-DIN 9-pin nie przedstawia standardowego złącza mini-DIN 9-pin; standardowe złącze posiada niejednolity rozkład pinów w pierwszym rzędzie od góry i jednolity rozkład pinów w drugim rzędzie. Dokument na stronie data sheet pokazuje prawidłowy rozkład tych pinów.
These devices are the standard mini-DIN 9 because they have the non-uniform spacing on the top row:
- Magtek MICR Wedge Mini.

Poniższe urządzenia NIE używają standardu mini-DIN 9 ponieważ mają niejednolity rozkład pinów w środkowym rzędzie:
- głosniki Logitech X-220
- Philips MC-D179 DVD Micro Theater

Poniższe urządzenia mogą lub nie należeć do standardu mini-DIN 9-pin:
- mysz komputera Acorn Archimedes
- głośniki Creative GigaWorks T40 (złącze stacji dokującej Creative Docking Station X-30)
- głośniki Logitech Z-340 oraz Z-3e
- złącze VIVO kart graficznych nVidia GeForce i ATI Radeon
- Bus mouse – port myszy (Microsoft, 1980-2000)
- Dension Gateway
- Vizualogic Car Screens
- Freebox HD (SCART to Mini-Din 9 plus 2 RCA : red and white)
- Kam, cetronic and numark dule CD DJ decks
- SCT XCAL2 Analog Inputs
- Harman/Kardon 395 3pc Speaker Set – przewód dla regulacji głośności (od subwoofera do satelity)

## Złącza niestandardowe
Na bazie standardowych złącz Mini-DIN powstało wiele wersji z niestandardowym rozkładem pinów. Posiadają one dodatkowe piny kontaktowe, a ich powstanie spowodowane często było oszczędnością miejsca tam, gdzie na przykład za pomocą takiego złącza można było zastąpić dwa inne. Złącza takie, są złączami typu Mini-DIN jedynie w sensie podobnej konstrukcji i obudowy ekranującej o średnicy 9,5 mm. Jednakże nie są one standardem zatwierdzonym przez niemiecki Deutsches Institut für Normung.
(Widok na wtyczkę patrząc od strony gniazda)

### 7-pin

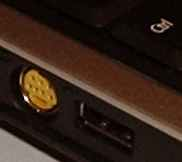
Niestandardowe złącze 7-pinowe Mini-DIN w laptopie

W wielu laptopach i kartach graficznych zastosowano 7-pin złącze Mini-DIN jako gniazdo "video output" o zwiększonej funkcjonalności, ale kompatybilne również ze standardowym złączem 4-pinowym Mini-DIN. Po podłączeniu standardowego kabla S-Video wykorzystywane są piny od 1 do 4 standardu S-Video. Natomiast podłączenie specjalnej, załączonej przez producenta przejściówki, pozwala na wykorzystanie dodatkowych funkcjonalności. Zastosowanie pozostałych trzech pinów jest różnorakie, w zależności od producenta sprzętu. Występują na nich sygnały takie jak YPbPr, SPDIF (w niektórych laptopach marki Dell), a także sygnały pomocnicze i identyfikacyjne video.
- Dell Inspiron/Latitude Video/Digital Audio Output
- ATI Radeon 7-pin
- SendStation PocketDock AV dla Apple iPod ()
- XFX (Nvidia) GeForce 8800GT Video Card TV-Out Port
- Apple PowerBook G3 Firewire (
- Apple PowerBook G4 15" i 17" ()
- Apple Beige G3, input on the Wings personality card
- ATI Xclaim TV ()
- GeForce Go7400 wyjście używane w niektórych laptopach HP
- Acer Aspire 9302WSMi
- Aspenhome iPod Dock
- Hauppauge WinTV
- Samsung X20 notebook
- Pinnacle PCTV 110i (wejście video)